# 電気めっき
電気めっき（でんきめっき、英語: electroplating）または電鍍（でんと）とは、電流を使うめっき法で、めっきしたい物質を含む溶液、溶融塩、または、固体電解質からその物質を還元させ、電導性のある物体にその物質（金属など）の薄い層を形成させる。電気めっきは、めっき対象の物体に欠けている特性（耐摩耗性、耐腐食性、潤滑性、見栄えなど）を補うことができる。また、小さすぎる物体の厚さを増加させる目的で行うこともある。
電気めっきで使っているプロセスを電着 (electrodeposition) と呼ぶ。ちょうどガルバニ電池を逆に作用させたものに似ている。めっき対象の物体を回路のカソードとする。

## 工程
ある技法では、めっきしたい物質をアノードに用いる。これらを電解液と呼ばれる溶液等に浸す。電流をアノードに供給し、アノードを形成している金属原子を酸化し、電解液に溶け出させる。カソードでは、電解液に溶解した金属イオンが電解液とカソードの接する面で還元され、カソードの表面にめっきされる。このようにして、めっきしたい物質がアノードから電解槽内へ継続的に補給される。
また、他の技法として、溶解しないアノードを使う電気めっき法もある。この場合、めっきしたい物質を電解槽内へ補給する必要がある。
黄銅やはんだといった合金で電気めっきすることも可能である。
電解槽内にはめっきする金属の化合物だけでなく、遊離酸や導電塩が含まれていることが多い。これらはアノードの溶解を容易にするためや、伝導率を上げるために役立つ。

### 部分めっき
めっき対象の物体の一部にめっきを施したくない場合、めっき防止材を使って、その部分に電解液が接触しないようにする。めっき防止材としては、感光性樹脂、テープ、ホイル、ラッカー、蝋などがある。

### ストライク
最初に、「ストライク (strike)」と呼ばれるめっき法で非常に薄いめっき（厚さ0.1マイクロメートル以下）を施すことで、その後のめっき層が高品質に形成される。これはその後におけるめっき処理の基盤として役立つ。ストライクめっきには、高い電流密度と低イオン濃度の電解槽を使う。必要な厚さまでめっきが施されたら、通常のめっき法へ移行する。
異なる金属のめっきを組み合わせる場合にもストライクめっきを使う。耐腐食性を強化するためにある金属をめっきしたいが、土台となる材質との密着力が弱い場合、両方との相性が良い金属でストライクめっきを施す場合がある。例えば、亜鉛合金にニッケルをめっきしようとしても密着性が弱いため、銅をストライクめっきしてからニッケルめっきを施す。

### 電流密度
電流密度（単位面積当たりの電流）は、めっきの進行速度とめっきの品質に大きく影響する。電流密度が高いとめっきの形成が速くなるが、あまりにも速すぎると密着性が悪くなり、品質も低下する。また、めっき対象の物体の形状により、各部分で電流密度は異なる。一般に、外側へ張り出した部分ほど電流密度が高い。めっき金属が物体の凸部や出っ張った角に引き寄せられることの解決策としては、アノードを複数設けたり、物体の形状を真似た特別なアノードを使うなどの方法がある。

### パルスめっき
通常、平坦な直流電流でめっきを行うが、電流停止を繰り返す技法もある。これを「パルスめっき」法と呼び、高電流密度を使いつつ、品質を低下させないという特徴がある。

### PRめっき
めっき対象の物体の場所によって電流密度が異なるという問題に対処するため、「PRめっき」法という電流を時々逆転させて流し、めっきの厚い部分から金属を電解液に再び戻す技法もある。こうすると、出っ張った部分のめっきを厚くしすぎずに、へこみ部分にめっきできる。これは、表面が粗い部品でも鏡面仕上げが必要な場合でも共通である。PRめっき法では、反転電流密度は通常電流密度の3倍とし、反転パルス幅は通常パルス幅の4分の1未満とする。

### 筆めっき法
密接に関連するプロセスとして「筆めっき法 (brush electroplating)」がある。この場合、めっき金属イオンを含む電解液を浸した筆で、めっき対象の物体の一部または全体にめっきを施す。筆めっき法で使う筆は、一般にステンレス鋼の電極本体に繊維性の素材を巻き付け、電極がめっき対象の物体に直接触れないようにすると共に、その繊維に電解液を保持するようになっている。これを低電圧の電源のプラス極に接続し、めっき対象の物体をマイナス極に接続する。筆を電解液に浸してめっき対象の物体へ塗るように動かし、めっきが均等に形成されるようにする。筆はアノードとして作用するが、筆本体はめっき金属を含まないことが多い。ただし、電解液の寿命を延ばすため、めっき金属を筆に使用する場合もある。
筆めっき法の利点は、装置が小型化できる点（電解槽を置く場所がなくとも電気めっきでき、建築物の一部にめっきするなどの用途がある）、めっき防止材がほとんど不要な点、電解液が少なくて済む点などがある。その一方、欠点としては作業者の技量に左右される点と厚いめっき層を形成できない点が挙げられる。

### 洗浄
電気めっきを成功させるには、めっき対象の物体表面に油膜などがあるとめっきの密着性が失われるため、事前の洗浄が重要である。ASTM B322 は電気めっきにおける金属洗浄の工業規格である。洗浄プロセスには、溶剤洗浄、アルカリ洗浄、電解洗浄、酸洗などの工程がある。洗浄度合いを調べる試験法として水切れ試験 (waterbreak test) がある。物体表面を水ですすぎ、その表面を垂直に保つ。油などの疎水性の汚染物があると水をはじくので、水の膜が破れやすい。完全に洗浄された金属表面は親水性があり、水の膜がずっと保たれる。ASTM F22 にはこの試験法が詳述されている。この試験法では親水性の汚れを検出できないが、電解液は水をベースにしているため、親水性の汚れはあまり問題にはならない。石鹸などの界面活性剤は試験の信頼性を損なうため、完全にすすぐ必要がある。

## 効果
電気めっきを施すことで、その物体の化学的性質、物理的性質、機械的性質が変化する。化学的性質の変化とは例えば、ニッケルめっきで耐腐食性が強化されることである。物理的性質の変化とは、外見の変化などを指す。機械的性質の変化の例としては、強度や表面の硬さの強化がある。

## 歴史
近代の電気化学から電気めっき法を発明したのはイタリアの薬剤師で発明家だったルイジ・ヴァレンティノ・ブルニャテッリで、1805年のことである。ブルニャテッリは同僚のアレッサンドロ・ボルタが5年前に発明したボルタ電池を使い、世界初の電着を行った。ブルニャテッリの発明はフランス科学アカデミーが秘匿したため、約30年間産業界に広まらなかった。
1839年、イギリスやロシアの科学者がそれぞれ独自にブルニャテッリと同じ電気めっき法を考案し、印刷機用の版の銅めっきに使用した。まもなくイングランドのバーミンガムに住むジョン・ライトが、金めっきや銀めっきの電解液としてシアン化カリウムが適していることを発見した。1840年、ライトはジョージ・リチャーズ・エルキントンとヘンリー・エルキントンと共に世界初の電気めっき法の特許を取得した。彼らはバーミンガムにめっき工場を作り、そこから世界中に電気めっきが広まっていった。
ハンブルクの Norddeutsche Affinerie は世界初の現代的めっき工場で、1876年に生産を開始した。
電気化学が学問として発展すると共に、電気めっき法との関係が理解されるようになり、装飾以外の用途の電気めっきプロセスが開発されるようになった。1850年代までに、ニッケル、真鍮、スズ、亜鉛の商用電気めっき法が開発された。エルキントンらの特許に基づく電解槽と電気めっき装置は、様々な大型の物体への電気めっきを実現するために大型化され、特定の産業やエンジニアリング用途に使われるようになっていった。
19世紀後半、めっき産業は発電機の開発によってさらに発展した。より大きな電流により、大量の金属機械部品や自動車部品に耐腐食性と耐磨耗性を付与できるようになった。
2度の世界大戦と航空業界の発展により電気めっきはさらに発展し、改良が行われていった。例えば、硬いクロムめっき、青銅合金めっき、スルファミン酸ニッケルめっきなどである。タールを塗った木製の電解槽での手作業によるものが、1時間に数千キログラムの部品をめっきできる自動化装置へと移り変わっていった。
アメリカの物理学者リチャード・P・ファインマンが手がけた初期のプロジェクトの1つは、合成樹脂への金属の電気めっき法の開発だった。ファインマンは同僚のアイデアを発明へと導き、雇い主の商業的約束を守った。